# مقاطعة كاناوا (فرجينيا الغربية)
مقاطعة كاناوا هي مقاطعة في فيرجينيا الغربية، بلغ عدد سكانها 193٬063  نسمة، في 2010، عاصمتها تشارلستون، فيرجينيا الغربية، تبلغ مساحتها 2٬359 كيلومتر مربع.

## الموقع
تشترك في الحدود مع:
- مقاطعة روان (فرجينيا الغربية)
- مقاطعة رالي (فرجينيا الغربية)
- مقاطعة لينكولن (فرجينيا الغربية)
- مقاطعة بوتنام (فرجينيا الغربية)
- مقاطعة فاييت (فرجينيا الغربية)
- مقاطعة كلاي (فرجينيا الغربية)
- مقاطعة نيكولاس (فرجينيا الغربية)
- مقاطعة بوون (فرجينيا الغربية)
- مقاطعة جاكسون (فرجينيا الغربية).

## أعلام
- أنجي تورنر كينغ
- بيركت د. فراي
- فيليب ر. تومسون
- سيسيل روبرتس
- جيمي كار